# 白井博幸
白井 博幸（しらい ひろゆき、1974年6月17日 - ）は、静岡県出身の元プロサッカー選手、サッカー指導者。ポジションはディフェンダー。
1996年、U-23サッカー日本代表に選出され、相手エースの密着マーク等粘り強い守備で28年ぶりのオリンピック男子サッカー出場に貢献した。アトランタ五輪男子サッカー日本代表にも引き続いて選出され、アトランタ五輪男子グループリーグD組初戦の後半30分に交代出場。ブラジル五輪代表を降す「マイアミの奇跡」を経験した。

## 経歴

### クラブ
小学3年生のときにサッカーを始め、東海大一中、東海大一高に進学。高校の同学年に松原良香、伊東輝悦がいる。
高校卒業後の1993年に清水エスパルスに加入。1993年10月2日のヤマザキナビスコカップ、横浜フリューゲルス戦で公式戦デビュー。リーグ戦初出場は1994年9月10日サンフレッチェ広島戦の先発出場だった。1995年にはリーグ戦24試合に出場したが、1996年より監督に就任したオズワルド・アルディレスとそりが合わず、期限付き移籍により1997年はヴェルディ川崎、1998年はセレッソ大阪でプレーした。
その後は所属クラブが決まらず、一時はサッカー選手を辞めて料理人の道に進むことを考えていたが、加藤久から直接連絡を受け、2000年より湘南ベルマーレに加入した。湘南にはキャリアで最長となる6シーズン在籍し、126試合に出場。2004年シーズンにはキャプテンを務めた。
2006年1月、ベガルタ仙台に完全移籍。2006年シーズン開幕から主力として試合に出場していたが、6月の試合中に右アキレス腱を断裂して長期離脱、復帰戦は翌年の開幕戦だった。2007年シーズン限りで契約満了につき退団。
2007年12月にはJリーグ合同トライアウトに参加。2008年1月、JFLのFC琉球に移籍。琉球では怪我もあり3試合の出場にとどまった。11月20日に引退が発表された。

### 代表
アトランタ五輪男子本大会出場をかけて1996年3月24日に行われた日本とサウジアラビアのア最終予選準決勝において、西野朗監督は怪我から回復したばかりの白井にサウジアラビアのエースFWオバイド・アル・ドサリの密着マークを命じた。後に、西野監督は「サウジの攻撃のエースを封じるために、ウチの守備のエース白井を当てた」とインタビューで語っている。後半32分そのO・ドサリに1点を決められたが、白井は失点の場面以外はO・ドサリを封じ込め続けた。日本は2-1で勝利し、28年ぶりの五輪出場を決めた。
アトランタ五輪本大会でも日本五輪代表に選出され、「マイアミの奇跡」と呼ばれるグループリーグD組第1戦ブラジル戦では、後半30分に遠藤彰弘から交代して出場、試合は1-0で勝利した。第2戦のナイジェリア戦ではフル出場したが、0-2で敗れた。

### 引退後
2009年より2012年までFC琉球コーチ。2013年より名古屋経済大学男子サッカー部のコーチに就任。2018年2月より名古屋経済大学サッカー部の監督に就任した

## 所属クラブ
- 東海大学第一高等学校
- 1993年 - 1996年 清水エスパルス
- 1997年 ヴェルディ川崎（現-東京ヴェルディ）
- 1998年 セレッソ大阪
- 2000年 - 2005年 湘南ベルマーレ
- 2006年 - 2007年 ベガルタ仙台
- 2008年 FC琉球

## 個人成績
| 国内大会個人成績 | 国内大会個人成績 | 国内大会個人成績 | 国内大会個人成績 | 国内大会個人成績 | 国内大会個人成績 | 国内大会個人成績 | 国内大会個人成績 | 国内大会個人成績 | 国内大会個人成績 | 国内大会個人成績 | 国内大会個人成績 |
| 年度             | クラブ           | 背番号           | リーグ           | リーグ戦         | リーグ戦         | リーグ杯         | リーグ杯         | オープン杯       | オープン杯       | 期間通算         | 期間通算         |
| 年度             | クラブ           | 背番号           | リーグ           | 出場             | 得点             | 出場             | 得点             | 出場             | 得点             | 出場             | 得点             |
| 日本             | 日本             | 日本             | 日本             | リーグ戦         | リーグ戦         | リーグ杯         | リーグ杯         | 天皇杯           | 天皇杯           | 期間通算         | 期間通算         |
| ---------------- | ---------------- | ---------------- | ---------------- | ---------------- | ---------------- | ---------------- | ---------------- | ---------------- | ---------------- | ---------------- | ---------------- |
| 1993             | 清水             | -                | J                | 0                | 0                | 1                | 0                | 0                | 0                | 1                | 0                |
| 1994             | 清水             | -                | J                | 14               | 1                | 0                | 0                | 1                | 0                | 15               | 0                |
| 1995             | 清水             | -                | J                | 24               | 1                | -                | -                | 1                | 0                | 25               | 1                |
| 1996             | 清水             | -                | J                | 5                | 0                | 1                | 0                | 0                | 0                | 6                | 0                |
| 1997             | V川崎            | 17               | J                | 17               | 0                | 2                | 0                | 1                | 0                | 20               | 0                |
| 1998             | C大阪            | 4                | J                | 21               | 0                | 4                | 0                | 0                | 0                | 25               | 0                |
| 2000             | 湘南             | 31               | J2               | 21               | 0                | 1                | 0                | 0                | 0                | 22               | 0                |
| 2001             | 湘南             | 5                | J2               | 15               | 0                | 1                | 0                | 0                | 0                | 16               | 0                |
| 2002             | 湘南             | 5                | J2               | 33               | 0                | -                | -                | 3                | 0                | 36               | 0                |
| 2003             | 湘南             | 5                | J2               | 30               | 2                | -                | -                | 4                | 0                | 34               | 2                |
| 2004             | 湘南             | 5                | J2               | 17               | 0                | -                | -                | 1                | 0                | 18               | 0                |
| 2005             | 湘南             | 5                | J2               | 10               | 0                | -                | -                | 0                | 0                | 10               | 0                |
| 2006             | 仙台             | 4                | J2               | 19               | 0                | -                | -                | 0                | 0                | 19               | 0                |
| 2007             | 仙台             | 4                | J2               | 12               | 0                | -                | -                | 1                | 0                | 13               | 0                |
| 2008             | 琉球             | 4                | JFL              | 3                | 0                | -                | -                | -                | -                | 3                | 0                |
| 通算             | 日本             | 日本             | J1               | 81               | 2                | 8                | 0                | 3                | 0                | 92               | 2                |
| 通算             | 日本             | 日本             | J2               | 157              | 2                | 2                | 0                | 9                | 0                | 168              | 2                |
| 通算             | 日本             | 日本             | JFL              | 3                | 0                | -                | -                | 0                | 0                | 3                | 0                |
| 総通算           | 総通算           | 総通算           | 総通算           | 241              | 4                | 10               | 0                | 12               | 0                | 263              | 4                |

その他の公式戦
- 1997年
  - スーパーカップ 1試合0得点

## 代表歴
- U-23日本代表
  - 1996年アトランタオリンピック

## 指導歴
- 2009年 - 2012年 FC琉球：コーチ
- 2013年 - 2017年 名古屋経済大学サッカー部：コーチ
- 2018年 -  名古屋経済大学サッカー部：監督